# Guerra do Condado de Mason
A Guerra do Condado de Mason (Mason County War ou Hoodoo War, em inglês), ocorreu entre os anos de 1875 e 1876, no Condado de Mason no Texas. Foi um período marcado por uma onda extremamente violenta de atentados, envolvendo assassinatos e linchamentos, que terminaram com a intervenção dos Texas Rangers. O conflito gerou subsequentemente uma onda de preconceito contra alemães-americanos residentes do Texas, nos anos seguintes.

## Pano de Fundo
O roubo de gado sempre foi um problema para os fazendeiros do Texas, bandos organizados frequentemente agiam nas regiões pecuaristas. Imigrantes alemães passaram a migrar para as regiões centrais do Texas a partir do início da década dos anos 1840, em um impulso governamental para colonizar as terras da região. Esses alemães inicialmente sofreram muito para se estabelecer na atividade pecuarista, sendo sempre muito leias ao seu país e sua nova terra, tinham que enfrentar os perigos de uma terra com pouca lei ou quase nenhuma, sofrendo ataques de ladrões, que corriqueiramente roubavam seu gado, e também de indígenas, exemplo da morte do primeiro xerife de Mason que foi morto após um ataque de nativos.
Em 1872, a população local elegeu John Clark como seu novo xerife, e Dan Hoerster para inspecionar o gado dos fazendeiros. Clark e Hoerster organizaram um pelotão para lidar com o crescente roubo de gado na região, além de tentar recuperar cabeças que estavam em mãos de ladrões. O pelotão logo encontrou algumas cabeças roubadas que estavam sob posse da gangue dos irmãos Backus, que contava com oito membros, o gado foi recuperado e os criminosos foram enviados para a cadeia do condado.

## Início das Revoltas
Um dos membros da gangue, chamado Tom Gamel, denunciou que Clark e Hoerster estavam pensando em linchar seus prisioneiros, porém antes que isso acontecesse uma multidão enfurecida tentou invadir a cadeia com um aríete após não conseguir pegar as chaves da cela, tanto o xerife quanto o Texas Ranger Dan W. Roberts, foram impedidos de intervir, sendo ameaçados de morte pela multidão.
Em 18 de fevereiro de 1875, os prisioneiros foram levados até o sul da cidade, onde dois deles foram enforcados em um carvalho, Roberts e Clark conseguiram reunir um pequeno pelotão evitando que os outros ladrões tivessem o mesmo destino. Este foi o primeiro ato do grupo que ficou conhecido posteriormente como Hoodoos ou comitê de vigilância, este grupo realizava linchamentos e enforcamentos para se livrar dos ladrões de gado, que tanto os perturbou anteriormente.

## O Terror se Intensifica
Tom Gamel sabia que era um dos alvos na mira do comitê de vigilância, e decidiu recrutar alguns pistoleiros para enfrentar a ameaça, o xerife Clark imediatamente reuniu 62 homens, todos alemães, esperando por um possível confronto que pudesse ocorrer, no entanto, os dois grupos entraram em acordo decidindo por uma trégua sobre a disputa. Trégua esta que acabaria em pouco tempo quando o oficial John Wohrle prendeu o famoso americano, Tim Williamson, que trabalhava para alguns fazendeiros americanos da região, entregando gado capturado não marcado para Charley Lehmberg. Após conseguir fiança, Williamsom foi assassinado por um bando a serviço do fazendeiro alemão Peter Bader, esse assassinato iniciou uma tensão entre alemães e americanos, ainda mais pelo fato de que ninguém foi punido pelo assassinato.
O assassinato de Williamsom, causou a revolta de um antigo Texas Ranger chamado Scott Cooleey. Cooley foi criado pela família Williamson após seus pais serem assassinados por indígenas, ele serviu a tropa ranger por um período, até se dedicar a vida de fazendeiro depois de deixa-la. Após a morte de Tim Williamson, ele retornou a Mason, e passou a investigar por conta própria os eventos que levaram ao assassinato de Williamson, buscando o nome dos envolvidos na esperança de vingar a morte de quem o ajudara tanto no passado. Seu primeiro ato de vingança ocorreu em 10 de agosto, quando Cooley atirou a sangue frio na nuca de John Wohrle, Cooley escalpelou o oficial, pratica comum dos nativos americanos.
Cooley formou uma gangue que incluía George Gladen, John e Mose Beard e Johnny Ringo, Gladen e Mose Beard foram emboscados por sessenta homens liderados por Peter Bader, Dan Hoerster e o xerife Clark, o ataque terminou com a morte de Mose Beard. Como retaliação Scott Cooley, Gladden e Bill Coke, emboscaram Dan Hoerster à frente de uma barbearia e o assassinaram. No dia seguinte Bill Coke foi capturado e morto pelas autoridades.

## Chegada dos Texas Rangers
Sob ordens do governador Richard Coke, os Texas Rangers chagaram à Mason em 28 de setembro, o major Jones liderava dez homens da companhia D, destacamento que Cooley serviu anos antes, outros trinta homens da companhia A também chegaram ao condado, sob comando do capitão Ira Long. Jones logo enviou homens para procurar por Cooley nas redondezas, porém não obteve nenhum resultado nas duas primeiras semanas.
O juiz de paz do condado expediu mandados de prisão para o xerife Clark e outros homens da lei, Clark não foi preso, porém renunciou ao cargo, deixou o condado e nunca mais foi visto. Os Rangers continuavam sua busca por Cooley sem sucesso, até que o major Jones percebendo que alguns dos membros da tropa simpatizavam por Cooley, deu a oportunidade para que os mesmos deixassem a tropa, dois homens abandonaram as buscas. Os Rangers que permaneceram logo capturaram George Gladen e Johnny Ringo.
Em novembro, membros da gangue de Cooley mataram Charley Bader em sua casa, logo depois Peter Bader teve o mesmo destino.  Cooley foi preso em dezembro de 1875 pelo xerife A. J. Strickland, após ameaçar a vida do xerife do Condado de Burnet, John J. Strickland, mais tarde ele escapou da prisão do Condado de Lampasas, sendo ajudado por quarenta homens na fuga.

## Fim do Terror
O verão de 1876 foi o último período de terror e ilegalidade antes da morte de Cooley, morte essa que não se sabe ao certo em que circunstâncias. Após a morte de Cooley, Johnny Ringo deixou o estado e foi para o Território do Arizona, onde ganhou novamente a reputação de ladrão de gado e criminoso, já George Gladden foi preso pelo assassinato de Peter Bader. Em 21 de janeiro de 1877, o Tribunal do Condado de Mason foi totalmente queimado e os registros oficiais da Guerra do Condado de Mason foram destruídos.